# Jerdons koekoekswouw
De Jerdons koekoekswouw (Aviceda jerdoni) is een vogel uit de familie van de havikachtigen (Accipitridae). Deze vogel is genoemd naar de Britse natuuronderzoeker Thomas Caverhill Jerdon.

## Verspreiding en leefgebied
Deze soort komt wijdverspreid voor in zuidelijk Azië en telt vijf ondersoorten:
- A. j. jerdoni: van noordelijk India tot zuidelijk China, Myanmar, Indochina en Sumatra.
- A. j. ceylonensis: zuidwestelijk India en Sri Lanka.
- A. j. borneensis: Borneo.
- A. j. magnirostris: de Filipijnen.
- A. j. celebensis: Sulawesi, de Banggai- en de Sula-eilanden.

## Status
De grootte van de populatie is in 2011 geschat op 10 duizend vogels. Op de Rode lijst van de IUCN heeft deze soort de status niet bedreigd.